# Galaxy Fight: Universal Warriors
Galaxy Fight: Universal Warriors (ギャラクシーファイト ユニバーサル・ウォーリアーズ?, Gyarakushī Faito: Yunibāsaru Uōriāzu) è un videogioco arcade del 1995 sviluppato da Sunsoft e pubblicato da SNK sulla scheda hardware Neo Geo. È il secondo picchiaduro a incontri prodotto dalla compagnia dopo Sugoi Hebereke, uscito nel 1994 per Super Famicom, nonché il loro primo nel genere in 2D con visuale laterale. Venne convertito nello stesso anno sulle console Sega Saturn e Neo Geo CD e, l'anno successivo (1996), su PlayStation.

## Trama
Antichi libri trovati in tutta la galassia narrano una leggenda secondo cui una divinità appare ogni 1000 anni. Nell'anno XX del calendario spaziale, il sistema stellare Denius nella galassia celebrò il suo millesimo anniversario, ma non fu la divinità leggendaria ad apparire, bensì il demone "Felden Krais" che governa l'oscurità. Apparve da un'altra dimensione e manipolò il lato oscuro del cuore delle persone per portare il mondo al collasso. Felden Krais prese il controllo del mondo con un potere schiacciante, portando caos e disperazione tra le persone. La gente non sapeva come resistere e non aveva altra scelta che accettare il disastro. In mezzo a tutto questo, otto guerrieri si lanciarono nella battaglia con i propri pensieri nel cuore.

## Modalità di gioco
Come suggerisce il sottotitolo "Universal Warriors", Galaxy Fight è ambientato in un mondo fantascientifico in cui si svolgono battaglie frenetiche. I giocatori scelgono uno degli otto personaggi e viaggiano attraverso il sistema solare per sconfiggere gli avversari che abitano ciascuno dei pianeti prima di avere la possibilità di affrontare Felden e regolare i propri conti personali con lui. Ognuno di loro è controllato da un joystick a otto direzioni e quattro pulsanti. I pulsanti sono: debole, medio, forte e provocazione (quest'ultimo non ha alcun impatto pratico). Combinando più pulsanti insieme si possono ottenere nuovi attacchi o mosse speciali a seconda del personaggio. Non ci sono muri nei livelli che possano mettere all'angolo gli avversari; invece, lo schermo può scorrere all'infinito.

## Personaggi

### Giocabili
- Alvan – Alvan è il "Principe del Pianeta in Rovina". 1000 anni fa, il suo pianeta, Rozalis, fu invaso e distrutto e la sua famiglia fu assassinata da Felden. Fortunatamente, Alvan riuscì a sopravvivere grazie alla magica pietra cremisi e sfida Felden a salvare la vita dei pochi esseri viventi rimasti sul suo pianeta. È il personaggio più basso del gioco e può spuntare un corno sulla fronte, come spesso mostrato nella sua introduzione e nelle sue illustrazioni. Nel finale di Alvan, dopo una feroce battaglia tra Alvan e Felden, Rozalis e il suo regno vengono magicamente riportati al loro antico splendore, purificati dall'influenza del sconfitto Felden.
- Gunter – Un gigantesco mostro sputafuoco dalla pelle verde, dotato di immenso potere, proveniente dal pianeta Guljeff. Solo lui e Alvan sembrano riconoscere la natura mistica di G. Done. Lo stile di combattimento di Gunter è semplice ma estremamente violento. È il personaggio più imponente del gioco. Riappare in una mod di Beats of Rage chiamata Vampire's Rage come personaggio nemico.
- Golden Done (G. Done) – Un misterioso alieno dalla pelle scura nelle sembianze di un delinquente d'avanguardia proveniente dal pianeta Mani. Non si sa molto di lui, tranne che sia Alvan che Gunter erano gli unici a percepire la sua natura mistica. Essendo il membro secondario meno potente dei due strani esseri mitici, G. Done sembra avere un'età simile a quella dell'onnipotente Felden. Tuttavia, nonostante il suo passato, non desidera altro che la sua libertà in pace ed è impegnato in una missione che si è assegnato per il riapparso tiranno, Felden stesso. Nel finale di G. Done, Felden, sconfitto, gli ricorda con disprezzo che se muore, subirà la sua stessa sorte.
- Juri – Una ladra del pianeta Lezaar ossessionata dal diventare più forte e più bella, disprezza coloro che considera brutti. Nel suo finale, Juri, dopo essere emersa vittoriosa, dice allo sconfitto Felden che se non è forte né bello, dovrà affrontare tali conseguenze. Non solo Juri sarà più forte e bella, ma la fortuna le apparterrà presto.
- Kazuma – un samurai che vive anche lui ad Airrass. Chiamato anche "La Tempesta Furiosa", Kazuma viaggia con Rolf nelle sue avventure attraverso la galassia, alla ricerca di potenti guerrieri, cercando di diventare più forte e di continuare la tradizione delle arti marziali della sua famiglia.
- Musafar – Musafar è un enorme robot costruito dall'Impero Fachiro. Il suo obiettivo è sconfiggere tutti i guerrieri e ottenere le loro abilità uniche in modo che il suo Impero possa conquistare la galassia. Nel suo finale, Musafar torna sul suo pianeta natale con l'intento di distruggere l'Impero, dopo aver ricordato la sua cattura e la sua trasformazione in un soldato robotico incaricato di raccogliere e imitare le tecniche degli avversari. È il secondo personaggio giocabile più grande, sebbene il più forte.
- Rolf – Il personaggio principale del gioco. L'autoproclamato "Eroe della Galassia" che vive sul pianeta Airrass. Combatte con una tuta da combattimento che ricorda una tuta spaziale del XX secolo senza casco, equipaggiata con un lanciafiamme a corto raggio, un jetpack, una piccola pistola a energia e un visore monooculare montato sull'orecchio. Il suo obiettivo principale era sconfiggere Felden e vendicare la morte dei suoi tre amici.
- Roomi – Roomi è un'aliena del pianeta Lutecia. Ha il potere speciale di percepire i sentimenti del suo avversario prima che attacchi. È una ragazza svampita e infantile e il suo sogno è diventare popolare, come Juri. Nel corso del gioco, Rolf riceve l'incarico dal padre di riportarla a casa. Nel finale, diventa una cantante che funge anche da combattente.

### Non giocabili/Boss
- Bonus Kun – Il sacco da boxe di Rouwe che ha preso vita. Rouwe gli ha insegnato le tecniche di combattimento base. Bonus-Kun è un omaggio/parodia di Ryu di Street Fighter.
- Yacopu – Yacopu è il coniglio domestico di Rouwe e il boss intermedio del gioco, affrontato prima di Felden. È originario del titolo per Nintendo Game Boy, Trip World. Ha la capacità di trasformarsi in chiunque affronti, offrendo una sfida speculare.
- Felden – Il boss finale del gioco (escluso Rouwe). È un essere composto da fiamme dorate con una corona blu infuocata. Quando affronta Alvan, Felden rivela di essere stato lui a lanciare la maledizione sul pianeta di Alvan.
- Rouwe – Un boss speciale che appare solo se il giocatore completa il gioco senza perdere un round. A quanto pare è stato responsabile della morte del padre di Kazuma. Il suo sacco da boxe è diventato il personaggio di Bonus-kun ed era giocabile in Waku Waku 7.

## Accoglienza
In Giappone, la rivista Game Machine elencò Galaxy Fight: Universal Warriors nel numero del 15 marzo 1995 come la quattordicesima unità arcade di maggior successo del mese. Il titolo ha ricevuto un'accoglienza generalmente positiva dalla critica fin dalla sua uscita nelle sale giochi e su altre piattaforme, sebbene alcuni abbiano criticato l'elevato livello di difficoltà e altri aspetti progettuali. Secondo Famitsū, la versione Neo Geo CD ha venduto oltre 13385 copie nella sua prima settimana sul mercato.